# 赤染時用
赤染 時用（あかぞめ の ときもち、生没年不詳）は、平安時代中期の官人。官職は大隅守。娘に赤染衛門がいる。

## 経歴
朱雀朝の天慶4年（941年）主典明法生として名前が見える。村上朝にて右衛門志を務め、のち法家官人として検非違使も兼ねていた。しかし、康保元年（964年）に勘事を受けて、右少史・日下部豊金に交代させられた。
妻との間に赤染衛門を設けるが、妻は前夫・平兼盛の子を宿した状態で結婚したとも伝えられ赤染衛門は実の娘ではないという説がある。赤染衛門という名は、時用が右衛門志・尉等を歴任したため号したとされる。

## 官歴
- 天慶4年（941年） 12月：見主典明法生[2]
- 康保元年（964年） 2月15日：見右衛門志[3]